# Eleonora van Castilië (1307-1359)
Eleonora van Castilië (1307 — Castrojeriz, 1359) was koningin van het koninkrijk Aragón van 1329 tot 1336.
Eleonora was de dochter van koning Ferdinand IV van Castilië en van Constance van Portugal.
Zij verloofde zich met Jacobus, de oudste zoon van koning Jacobus II van Aragón, die het huwelijk echter weigerde te consummeren, afstand deed van zijn rechten en monnik werd.
Eleonora werd dan in 1329 de tweede echtgenote van Jacobus' broer, koning Alfons IV van Aragón. Deze Alfons IV was eerder gehuwd met Theresia van Entenza en uit dit huwelijk waren twee zoons voortgekomen, Peter en Jacobus.
Peter zou later koning van Aragón worden en Jacobus erfde de belangrijke titel van graaf van Urgell. Eleonora deed er zo veel mogelijk aan om Alfons ertoe te bewegen om bezittingen af te staan aan haar zoons, vooral Ferdinand.
Eleonora slaagde in haar opzet. Op 28 december 1329 schonk Alfons aan Ferdinand Tortosa, Albarracín, Orihuela, Callosa, Guardamar, Alicante, Monforte, Elda, La Mola, Novelda en Aspe. Naderhand wilde Alfons ook nog Játiva, Alcira, Sagunto, Morella, Burriana y Castellón in Valencia aan Ferdinand geven, maar de Valencianen kwamen hiertegen in opstand.
In 1334 werd Alfons ernstig ziek en in 1336 stierf hij. Het bezit van Ferdinand werd hierna een twistappel tussen alle mogelijke coalities. 

Eleonora zelf werd in 1359, in opdracht van haar neef Peter I van Castilië, gedood op het kasteel van Castrojeriz.

## Nageslacht
Het paar kreeg twee zoons:
1. Ferdinand, markies van Tortoza (1329-1363), vermoord in opdracht van Peter IV van Aragón
2. Johan, señor van Elche (1330-1358), vermoord te Bilbao in opdracht van Peter I van Castilië